# Gaildorf West
Gaildorf West (niem: Bahnhof Gaildorf West) – stacja kolejowa w Gaildorf, w kraju związkowym Badenia-Wirtembergia, w Niemczech. Według DB Station&Service ma kategorię 6. Znajduje się na linii Waiblingen – Schwäbisch Hall-Hessental.

## Linie kolejowe
- Linia Waiblingen – Schwäbisch Hall-Hessental
- Linia Gaildorf West – Untergröningen

## Połączenia
| RE | Stuttgart – Bad Cannstatt – Waiblingen – Backnang – Schwäbisch Hall-Hessental (– Crailsheim – Ansbach – Nürnberg) | Tak co 120 min (Pon–Pią między Stuttgartem i Schwäbisch Hall co 60 min-, w godzinach szczytu co 30 min) |